# Темел Карамолаоглу
Темел Карамолаоглу (на турски: Temel Karamollaoğlu) е турски политик, от 2016 г. е председател на Партията на щастието. Депутат в периода 1977–1980 г. и 1996–2002 г. В периода 1989–1995 г. е кмет на град Сивас. Кандидат за президент от Партията на щастието на президентските избори през 2018 г.